# Ringduva
Ringduva (Columba palumbus) är den största och mest utspridda duvarten i Europa. Ringduvan förekommer i de flesta typer av skog och har på senare år förflyttat sig till mänsklig bebyggelse, såsom parker och trädgårdar.
Förutom sin storlek särskiljs ringduvan från tamduvan bland annat genom ett större bröst, längre stjärt, och ett proportionellt mindre huvud. Ibland kan arten även förväxlas med den liknande skogsduvan, som till skillnad från ringduvan saknar en vit halsfläck. Ringduvans läte utgörs av ett femstavigt hoande, och dess flykt är snabb med klippande vingslag.
Ibland anses ringduvan som ett skadedjur, då de ofta i grupp livnär sig av utsädet på nysådda åkrar och förorenar mogna grödor med sin spillning. Fågeln är också ett välkänt villebråd bland jägare.

## Utseende och läte

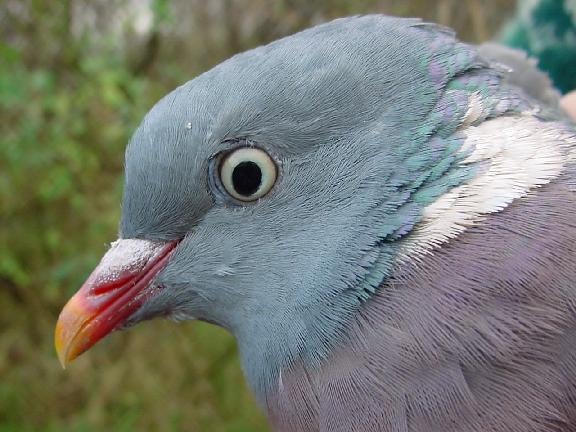
En adult ringduva.

Ringduvan är den största av de europeiska duvarterna med en kroppslängd uppemot 45 centimeter.  Vingspannet varierar mellan cirka 65 och 80 cm och fågelns vikt uppskattas till mellan 400 och 550 gram. Den har proportionellt sett längre stjärt och mindre huvud än övriga arter inom familjen Columbidae och är även mer långsträckt och mer rundbröstad.
Fjäderdräkten är mest grå (ljusare över ryggen) med grönblåskimrande inslag, främst på huvud och nacke. Stjärt och vingar har tydliga svarta markeringar och bröstet är rosafärgat övergående i ljusgrått på undersidan. Vidare har den vita fläckar på halsens sidor (ingen egentlig "ring" alltså) och vita tvärband på vingöversidan som väl syns i flykten. Benen är korta, relativt kraftiga och brunaktigt skära. En adult fågels näbb är gul med rödaktig vaxhud medan näbb och vaxhud hos juvenilen är gråaktiga. Även ögat är gult till orange hos adulten, men grått hos  juvenilen.
Könen är lika till storlek och utseende, men unga individer har större rosa inslag i dräkten och saknar vita halsfläckar vilka vanligen uppträder gradvis från och med sjätte levnadsmånaden.
Flykten är snabb och sker med regelbundna klippande vingslag. Flyktspelet är karaktäristiskt och inleds med en brant stigning under ljudligt vingsmatter, följt av glidflykt med stela vingar och utbredd stjärt.

### Läte
Ringduvans sång utgörs av ett ganska dovt femstavigt hoande med betoning på första stavelsen: "ko-ko-koo, kåå-kåå...". Denna strof upprepas sedan cirka tre till fem gånger utan paus. Den sista strofen avslutas med ett ko. Ett annat läte är det intensiva smattrande ljud som hörs vid uppflog, och uppstår genom att vingarna slås mot varandra, som fungerar som ett varningsläte. Under häckningstiden låter den höra ett dovt morrande, hoande läte som kan beskrivas "hoo-hroo". Ringduvans sång kan av gemene man förväxlas med skogsduvans mer dova och tvåstaviga.

## Utbredning och taxonomi
Ringduvan förekommer i hela Europa utom på Island och i de nordligaste delarna av Ryssland och Skandinavien. Den hittas även i västra Asien och i ett bälte som sträcker sig från Turkiet till nordvästra Indien och västra Kina. Ringduvan finns också i delar av nordvästra Afrika. 
Ringduvan brukar delas in i fem underarter, varav en är utdöd:
- vanlig ringduva[5] Columba palumbus palumbus – häckar i norra Afrika (Maghreb) och i Europa österut till västra Sibirien, östra Turkiet och Irak
- Columba palumbus iranica – häckar i Iran och södra Turkmenistan
- Columba palumbus maderensis – häckade på Madeira, numera utdöd
- Columba palumbus azorica – häckar på Azorerna
- Columba palumbus casiotis – häckar i östra Iran, Oman, östra Kazakstan, östra Uzbekistan, östra Turkmenistan, i Kirgizistan, Tadzjikistan, Afghanistan, norra Pakistan, nordvästra Indien och västra Xinjiang.

I de västligaste och sydligaste delarna av utbredningsområdet är ringduvan stannfågel medan övriga lämnar sina häckningsområden och flyttar söderut över vintern. Ringduvan samlas ofta i stora flockar inför flytten. Flyttsträcket kulminerar i oktober då flockarna kan bestå av flera tusen individer. Stora mängder sträcker ut ur Sverige i Falsterbo, där dagsrekordet är  från 19 oktober 2022 då hela 317 300  duvor räknades. Förutom i Falsterbo där sex-siffriga dagssummor räknas varje år så kan nämnas 102 338 duvor från Vista Kulle, Småland den 15 oktober 2000 samt 97 470 ex från Hälleberg, Småland, den 7 oktober 2023. 

### Förekomst i Sverige
I Sverige är ringduvan en vanligt förekommande fågel. Den hittas i skogs- och jordbruksbygd från Skåne i söder till Norrbotten och södra Lappland i norr. Fossil visar på att ringduvan har funnits i Norden ända sedan neolitisk tid.

## Ekologi

### Häckning och biotop

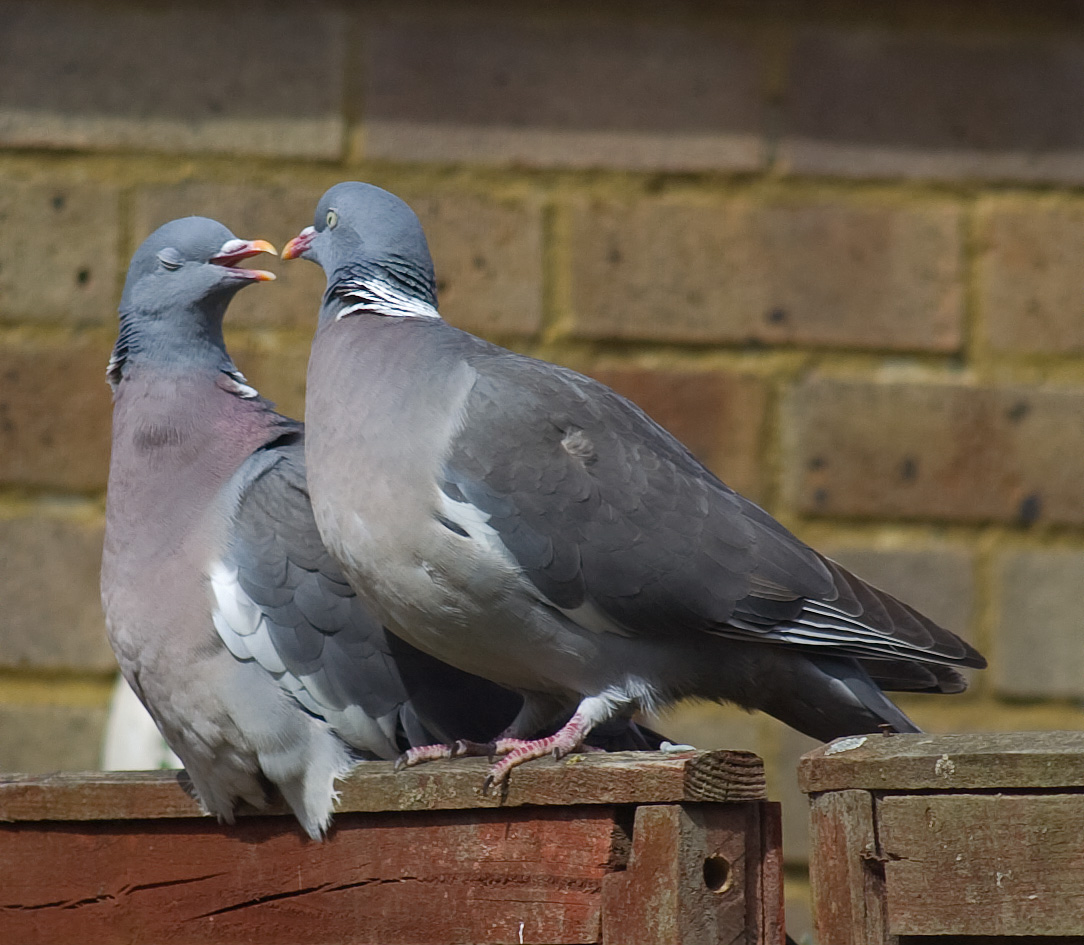
Par som uppvaktar varandra.

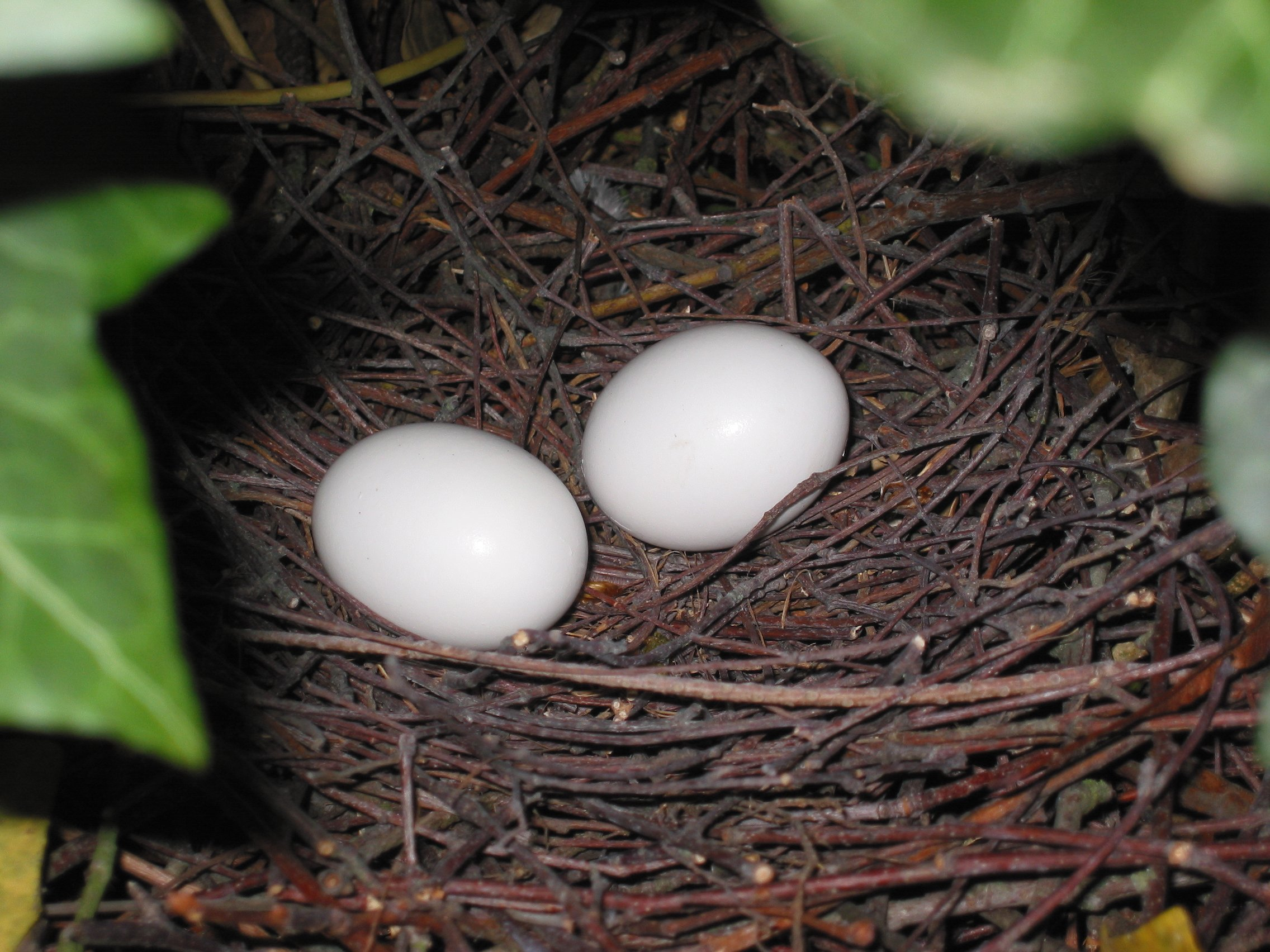
Bo med två ägg.

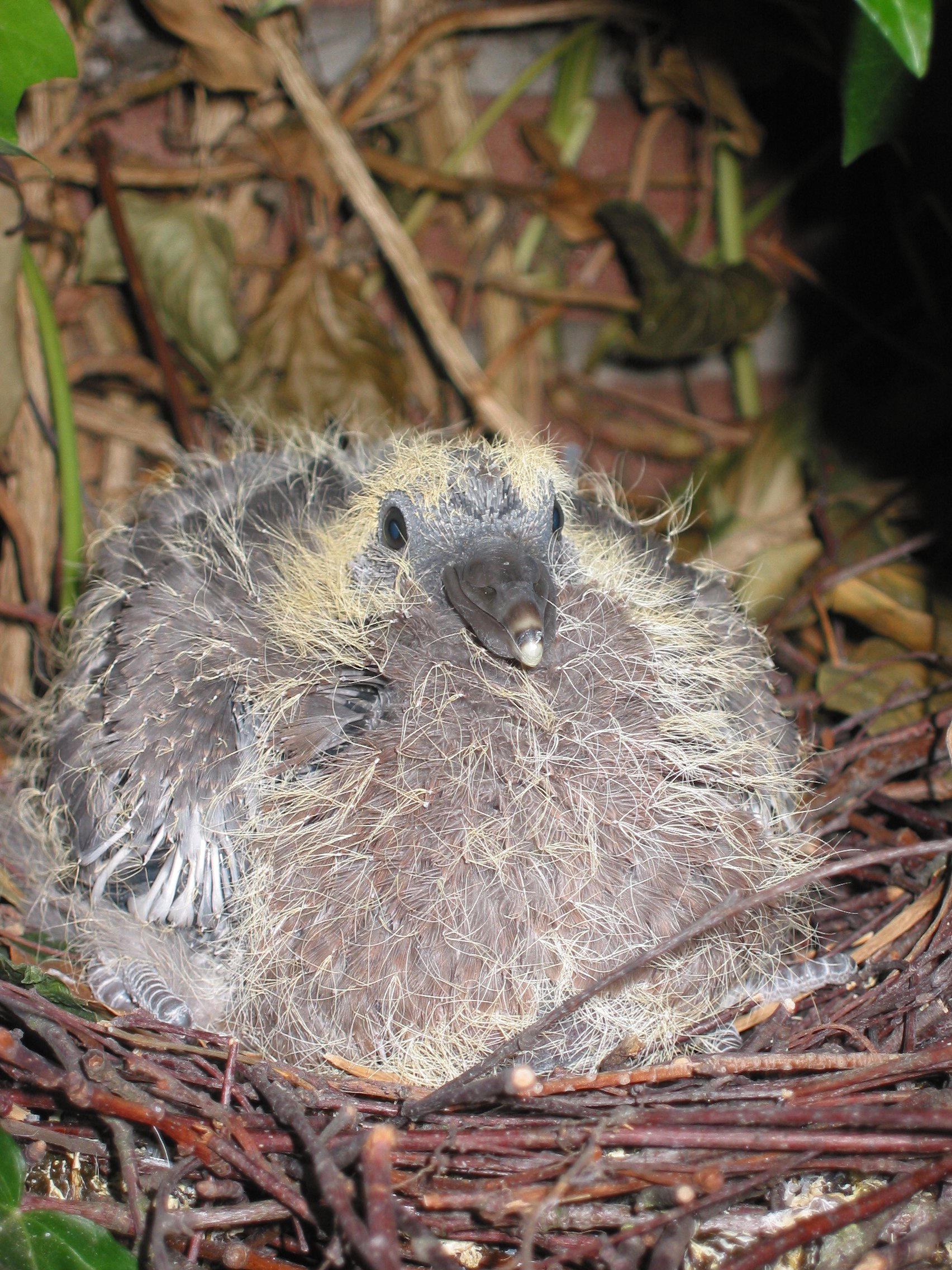
Dununge av ringduva.

Ringduvan är en social fågel och ses ofta i större flockar när den inte häckar. Ringduvor bildar par för livet och paren ses oftast tillsammans utom under ruvningen.
Ringduvan häckar numera i princip alla miljöer inom utbredningsområdet, utom på övervintringslokalerna i norra Afrika. Skog, parker, trädgårdar och även hus har kommit att tjäna som häckplatser.
Boet, en ganska slarvigt tillverkad konstruktion av kvistar, byggs företrädesvis i täta barrträd. Andra boplatser kan vara i lövträd och i sällsynta fall på byggnader eller i övergivna skatbon. Äggen är vita, nästan klotformiga, men ännu mer ovala än hos ett flertal andra duvarter.
En kull består normalt av två ägg som i genomsnitt väger 18,8 gram. De ruvas av båda föräldrarna i 15–19 dagar och ungarna är normalt flygfärdiga efter 21–28 dygn, men ibland längre. Till följd av boets enkla konstruktion hamnar äggen ofta direkt på underlaget eller faller ur boet.
Ofta får ringduvan minst två kullar under sin häckningsperiod, men ibland kan paret få upp till fem sådana; antalet kullar beror främst på födotillgång. Ringduvan har sin normala äggläggningstid från 21 april till 18 juni, men det finns dokumenterade fall där de har lagt ägg så tidigt som 20 mars och ända till 21 augusti..
Liksom de allra flesta duvarter matar ringduvan sina ungar den första tiden med duvmjölk, en mjölkliknande, mycket näringsrik vätska som bildas i fågelns krävkörtel. Men så småningom får de också växtföda. Ringduvan blir könsmogen under sitt andra kalenderår. Den lever vanligen runt tre år, men ibland ända upp till 13 år.

### Föda

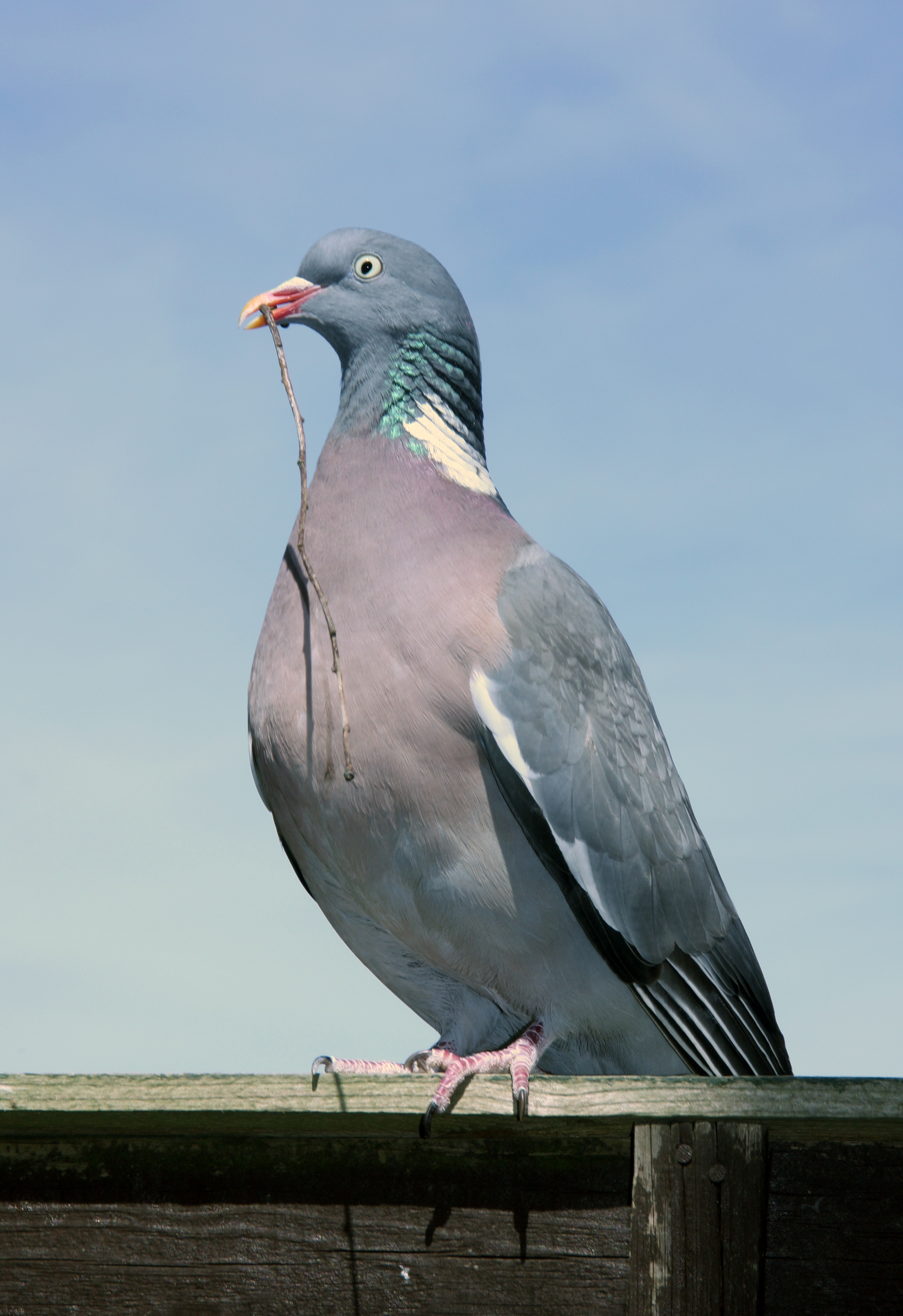
Ringduva med bomaterial i näbben.

Ringduvan är växtätare och lever nästan uteslutande av växtföda som spannmål, frukter, ärtor, frön, bär, skott och knoppar, men även andra späda växtdelar ingår i dieten. Ibland, i minskande utsträckning, livnär den sig också på sniglar, larver, maskar och snäckor, och vintertid utgör bokollon- och ekollon en populär föda. I städerna kan födan ibland bestå av bröd.
I allmänhet söker ringduvan föda i flock på öppna fält och åkrar. Vintertid är det inte ovanligt att smärre flockar eller ensamma individer besöker fågelbord och andra matningsplatser.

## Ringduvan och människan

### Status och hot
Arten har ett stort utbredningsområde och en stor population, och tros öka i antal. Utifrån dessa kriterier kategoriserar internationella naturvårdsunionen IUCN arten som livskraftig (LC). Världspopulationen uppskattas till mellan 51 och 73 miljoner häckande individer.
Sedan mitten av 1970-talet har den nordeuropeiska populationen ökat markant och man har också noterat att den har blivit mindre skygg, antagligen till följd av mer utbredd bebyggelse. Den europeiska populationen bedöms bestå av mellan 18 och 34 miljoner individer.

### Jakt
Huvudartikel: Småviltjakt
Bland jägare är ringduvan ett vanligt byte, och jagas över stora delar av sitt utbredningsområde. Det beror delvis på att den ogillas bland lantbrukare, då de stora födosökande flockarna ofta sätter i sig ansenliga mängder av utsädet på nysådda åkrar och även förorenar mogna grödor med sin spillning, till sådan grad att det leder till kännbara ekonomiska förluster för odlare.
I Sverige skiljer sig jakttiden för ringduva i olika delar av landet. I södra Sverige är jakt tillåten under perioden september-februari och i mellersta Sverige 16 augusti till 31 december, medan säsongen i landets norra del sträcker sig från augusti till oktober. Skyddsjakt får bedrivas på ringduveflockar som orsakar skada på odlingar. Skyddsjakt är tillåten mars-augusti i södra, 1 maj–15 augusti i mellersta och maj-juli i norra Sverige och endast i anslutning till berörda odlingar. Vid jakt på ringduva, gäss eller änder ska alltid en hund som kan apportera eller markera nedskjuten fågel medföras.
I Tyskland är ringduvor jaktbara och jakten bedrivs mest med hagelgevär. Den årliga summan av antalet skjutna fåglar uppnår sedan 1990/91 mellan 655 000 och 917 000.

### Namn
Det vetenskapliga artepitetet palumbus härstammar från latinets palumbes, som betydde "skogsduva", och som i sin tur kan härledas till urindoeuropeiskans pal-wo-, som betydde "mörkfärgad" eller "grå". Det svenska trivialnamnet "ringduva" har den fått på grund av den vita halsteckningen. På Gotland har den kallats skute.